# Орожен, Янко
Янко Орожен (словен. Janko Orožen, 10 декабря 1891, Свети-Штефан, Австро-Венгрия — 30 сентября 1989, Целе, Югославия) — словенский историк и школьный учитель.

## Биография
Янко Орожен родился в селении Свети-Штефан (ныне Туре), где он учился в школе, в которой был всего одна классная комната. Затем он поступил в педагогической школе в Мариборе, а затем окончил среднюю школу в Целе. В 1913 году Орожен поступил в юридическую школу в Праге, но был вынужден оставить её из-за нехватки средств на обучение. В 1915 году, во время Первой мировой войны, он был призван на службу в австро-венгерскую армию и попал в плен на русском фронте. Затем Орожен присоединился к добровольцам Чехословацкого легиона в 1918 году и сражался в его составе на Салоникском фронте. В 1922 году он окончил факультет искусств Люблянского университета, после чего занялся преподавательской деятельностью. Он работал в качестве историка, слависта и географа в Мурска-Соботе, а затем в Целе, где с 1924 года преподавал в местной Первой гимназии. Там он трудился до 1941 года, когда был сослан в Сербию вместе со своей семьёй. Орожен преподавал в Ужице, а в 1942 году временно ушёл на пенсию.
В межвоенный период Орожен писал учебники по истории, географии, русскому и чешскому языкам. Всего его авторству принадлежит 30 научных книг, 170 статей и докладов, а также 12 учебников. Орожен также изучал историю Целе и долин рек Савиня и Сава. В 1946 году, после окончания Второй мировой войны, он вернулся в Целе, где преподавал в средней школе до своего увольнения в 1954 году, когда в городе случилось крупное наводнение. Орожен перешёл на работу в Исторический архив Целе, где занимал должность директора вплоть до своего выхода на пенсию в 1965 году. В 1955 году он был удостоен звания почётного гражданина Целе.

## Семья
Божена Орожен, дочь Янко Орожена, стала славистом, специалистом по России, литературоведом и журналистом.

## Работы
- Zgodovina Celja I. Prazgodovinska in rimska Celeja, 1927.
- Zgodovina Celja II. Srednjeveško Celje, 1927.
- Zgodovina Celja III. Novoveško Celje (1456—1848), 1930.
- Gradovi in graščine v narodnem izročilu, 1936.